# Zapotèque de Santa María Quiegolani
Le zapotèque de Santa María Quiegolani (ou zapotèque de Quiegolani, zapotèque de Yautepec de l'Ouest) est une variété de la langue zapotèque parlée dans l'État de Oaxaca, au Mexique.

## Localisation géographique
Le zapotèque de Santa María Quiegolani est parlé dans le centre de l'État de Oaxaca, au Mexique,.

## Intelligibilité avec les variétés du zapotèque
Les locuteurs du zapotèque de Santa María Quiegolani ont une intelligibilité de 60 % du zapotèque de Mixtepec (le plus similaire).